# Levanger FK
El Levanger FK es un equipo de fútbol de Noruega que milita en la Adeccoligaen, la segunda división de fútbol en el país.

## Historia
Fue fundado en el año 1996 en la ciudad de Levanger y desde el inicio formaron parte de la Fair Play ligaen, aunque no con un constante grado de estabilidad.
En la temporada 2014 consiguió ascender a la Adeccoligaen por primera vez en su historia tras ganar el grupo 2.

## Palmarés
- Fair Play ligaen: 2

2014, 2023